# مايكل آدموايت
مايكل آدموايت (بالإنجليزية: Michael Adamthwaite) (و. 1981  م) ممثل أفلام، كندي. أدى أصوات العديد من الشخصيات في مسلسلات الأنمي المختلفة. كما يُعرف بتجسيده شخصية جافا هيراك في مسلسل الخيال العلمي التلفزيوني الأسطورة في بوابة النجوم ستارغيت إس جي 1. اشتهر بأداء صوت جاي في مسلسل ليغو نينجاغو: أبطال السبينجيتسو على قناة كرتون نتورك.

## وصلات خارجية
- مايكل آدموايت على موقع IMDb (الإنجليزية)
- مايكل آدموايت على موقع قاعدة بيانات الفيلم (الإنجليزية)
- مايكل آدموايت على موقع ANN person (الإنجليزية)

- مايكل آدموايت في قاعدة بيانات الأفلام على الإنترنت